# Scincopus fasciatus
Scincopus fasciatus là một loài thằn lằn trong họ Scincidae. Loài này được Peters mô tả khoa học đầu tiên năm 1864.